# The Rainbow Star
《The Rainbow Star》是堂本剛以個人制作名義(Solo Work Produce Name)ENDLICHERI☆ENDLICHERI發表的第二首單曲。於2006年6月28日由傑尼斯娛樂唱片公司發行。值得注意的是，所收錄作品的作曲與作詞皆由他個人一手包辦。

## 解說
《The Rainbow Star》為ENDLI於3月至5月期間在橫濱舉行的演唱會的點題曲，風格與前作《染井吉野》大為不同，是一首輕快活潑的歌曲。
初回版DVD收錄《The Rainbow Star》的MV。

## 名稱
- 日語原名：The Rainbow Star
- 台灣艾迴譯名：The Rainbow Star

## 收錄歌曲

### 初回版收錄歌曲
1. The Rainbow Star
  - 編曲：ENDLICHERI☆ENDLICHERI／上田ケンジ
  - 下神竜哉／上田ケンジ
2. 生命這件事（いきてゆくことが）
  - 編曲：ENDLICHERI☆ENDLICHERI／十川知司
3. The Rainbow Star -Backing Track-
4. 活下去 -Backing Track-

- CD+DVD雙碟發行。DVD收錄The Rainbow Star的MV。

### 通常版收錄歌曲
1. The Rainbow Star
2. 生命這件事（いきてゆくことが）
3. 你今夜在何處懷想著誰的有力臂膀（あなたが何処で今宵誰の腕の強さ想うか）
  - 編曲：ENDLICHERI☆ENDLICHERI／上田ケンジ
  - 銅樂編排：ENDLICHERI☆ENDLICHERI／下神竜哉／上田ケンジ